# Wolcottville
Wolcottville is een plaats (town) in de Amerikaanse staat Indiana, en valt bestuurlijk gezien onder LaGrange County en Noble County.

## Demografie
Bij de volkstelling in 2000 werd het aantal inwoners vastgesteld op 933.
In 2006 is het aantal inwoners door het United States Census Bureau geschat op 958, een stijging van 25 (2,7%).

## Geografie
Volgens het United States Census Bureau beslaat de plaats een oppervlakte van
2,7 km², geheel bestaande uit land. Wolcottville ligt op ongeveer 298 m boven zeeniveau.

## Plaatsen in de nabije omgeving
De onderstaande figuur toont nabijgelegen plaatsen in een straal van 16 km rond Wolcottville.